# Mikel Jauregizar
Mikel Jauregizar Alboniga (Bilbao, 13 november 2003) is een Spaans voetballer die bij voorkeur als centrale middenvelder speelt. Hij speelt bij Athletic Club.

## Clubcarrière
Athletic Club haalde Jauregizar in 2021 weg bij het bescheiden Bermeo. In oktober 2023 trainde hij voor het eerst mee met het eerste elftal. Op 20 november 2023 werd zijn contract verlengd tot 2028. Op 16 december 2023 debuteerde Jauregizar in La Liga tegen Atlético Madrid.